# Sophie et le Rayon Kâ
Pour l’adaptation cinématographique, voir Sophie et le Rayon Kâ (film).
Sophie et le Rayon Kâ est le cinquième album de la série Sophie de Jidéhem et Vicq, paru en 1970. Il reprend la dix-neuvième histoire des aventures de Sophie, publiée pour la première fois dans le journal Spirou en 1969 (no 1667 à no 1688), avec une seconde histoire en 6 planches : Une histoire en or.